# E-Land
E-Land Group é um conglomerado comercial sul coreano que atua em diversos ramos da economia.

## História
Foi criado em 1980.

## Subsidiarias

### Vestuário
Casual
- Brenntano
- Underwood
- Hunt
- R.Athletic
- Teenie Weenie
- Who.A.U
- Shane Jeans
- So Basic
- There's
- Coin
- C.o.a.x
- Prich
- G-Star
- SPAO

Deco & Netishion Feminino
- Deco
- Ana Capri
- Telegraph
- XIX
- Dia
- EnC
- 96 New York
- A6

Feminino, infantil e acessórios:
- Mandarina Duck
- Belfe
- Lario 1898
- Coccinelle
- Peter Scott
- Lochcarron of Scotland
- E-Land Junior
- Underwood School
- Ohoo
- Little Brenn
- Roem Girls
- The Day Girl
- Cocorita
- Usall
- New Golden
- Hunt Kids
- Caps
- Vianni Kids
- Cheek
- Entetee
- Celden
- Hunt Innerwear
- The Day Underwear
- Eblin
- Petit Lin
- Body Pop
- Roem
- The Day
- 2Me
- Teresia
- Fiorucci
- Clovis
- Lloyd
- Clue
- Vianni
- Eco Mart
- Paw in Paw
- OIX
- Vicman
- OIX Milano
- NIX21
- Marie Claire
- OST
- Beall
- MIXXO
- MIXXO Secret

E-Land opera com marcas globais para a Coreia do Sul:
- New Balance
- Berghaus
- Ellesse
- K-Swiss

## Hotel, restaurantes, construção
- Lexington Hotel
- Kensington Resort
- Kensington Flora Hotel
- Ashley
- Pizza Mall
- Rimini
- Cafe Lugo
- The Caffe
- EWorld Daegu (Former Woobang Land)
- E-land Cruise (Former Han Liver Cruise)

## Esportes
- Seoul E-Land FC